# Rudolf Otto
Rudolf Otto (Peine, 25 de setembro de 1869 – Marburg, 6 de março de 1937) foi um eminente teólogo luterano alemão, filósofo e erudito em religiões comparadas. Autor de O Sagrado (ou A Ideia do Sagrado), publicado pela primeira vez em 1917 como Das Heilige (considerado um dos mais importantes tratados teológicos em língua alemã do século XX) e que é mais conhecido pelo seu conceito do numinoso, o qual exprime uma profunda experiência emocional que ele argumentou estar no coração das religiões do mundo e que é fundamental no entendimento religioso e filosófico da atualidade.

## Trecho deDas Heilige
"Uma coisa é apenas acreditar no supra-sensorial; outra, também vivenciá-lo; uma coisa e ter ideias sobre o sagrado; outra perceber e dar-se conta do sagrado como algo atuante, vigente, a se manifestar em sua atuação. É convicção fundamental de todas as religiões e da religião em si que também a segunda possibilidade é viável, que não só a voz interior, a consciência religiosa, o discreto sussurro do espírito no coração, o palpite e o anseio prestem testemunho a seu respeito, mas que seja possível encontrá-los em eventos, fatos, pessoas, em atos de auto-revelação, ou seja, que além da revelação interior no espírito também haja revelação exterior do divino".

## Influência
Otto deixou uma ampla influência na teologia, nos estudos religiosos e na filosofia da religião, que continua no século XXI.

### Teologia cristã
Karl Barth, um influente teólogo protestante contemporâneo de Otto, reconheceu a influência de Otto e aprovou uma concepção semelhante de Deus como ganz Andere ou totaliter aliter (totalmente Outro), caindo assim na tradição da teologia apofática. Otto também foi um dos poucos teólogos modernos a quem C. S. Lewis indica uma dívida, particularmente com a ideia do numinoso em seu O Problema da Dor. Nesse livro, Lewis oferece sua própria descrição do numinoso.
O teólogo germano-americano Paul Tillich reconheceu a influência de Otto sobre ele, assim como fez o aluno alemão mais famoso de Otto, Gustav Mensching (1901–1978) da Universidade de Bonn. As opiniões de Otto podem ser vistas na notável apresentação do homem do teólogo católico Karl Rahner como um ser de transcendência. Mais recentemente, Otto também influenciou o frade franciscano americano e o orador inspirado Richard Rohr.:139

### Teologia e espiritualidade não-cristãs
As ideias de Otto também exerceram influência na teologia e na espiritualidade não cristãs. Eles foram discutidos por teólogos judeus ortodoxos, incluindo Joseph Soloveitchik e Eliezer Berkovits. O estudioso de estudos religiosos sufistas iraniano-americanos e intelectual público Reza Aslan entende a religião como "um sistema institucionalizado de símbolos e metáforas [...] com o qual uma comunidade de fé pode compartilhar entre si seu encontro numinoso com a Presença Divina". Mais adiante, o trabalho de Otto recebeu elogios do líder da independência indiano Mohandas Gandhi. Aldous Huxley, um dos principais defensores da filosofia perene, foi influenciado por Otto; em As Portas da Percepção, ele escreve:
A literatura de experiência religiosa é rica em referências às dores e aos terrores que assolam aqueles que, de repente, se deparam com alguma manifestação do "mysterium tremendum". Na linguagem teológica, esse medo é devido à incompatibilidade entre o egoísmo do homem e a pureza divina, entre a separação autoagravada do homem e a infinidade de Deus.

### Estudos religiosos
Em O Sagrado e outras obras, Otto estabeleceu um paradigma para o estudo da religião que enfocava a necessidade de perceber o religioso como uma categoria original não redutível por si só. O eminente historiador romeno-americano da religião e filósofo Mircea Eliade usou os conceitos de O Sagrado como ponto de partida para seu próprio livro de 1954, O Sagrado e o Profano. O paradigma representado por Otto e Eliade foi então fortemente criticado por ver a religião como uma categoria sui generis, até por volta de 1990, quando começou a ver um ressurgimento como resultado de seus aspectos fenomenológicos se tornarem mais aparentes. Ninian Smart, que foi uma influência formativa nos estudos religiosos como disciplina secular, foi influenciado por Otto em sua compreensão da experiência religiosa e em sua abordagem para entender a religião transculturalmente.

### Psicologia
Carl Gustav Jung, o fundador da psicologia analítica, aplicou o conceito de numinoso à psicologia e psicoterapia, argumentando que ele era terapêutico e que trouxe maior autocompreensão, e afirmando que para ele a religião era uma "observação cuidadosa e escrupulosa ... do numinosum". O padre episcopal americano John A. Sanford aplicou as ideias de Otto e Jung em seus escritos sobre psicoterapia religiosa.

### Filosofia
O filósofo e sociólogo Max Horkheimer, membro da Escola de Frankfurt, adotou o conceito de "totalmente outro" em seu livro de 1970 Die Sehnsucht nach dem ganz Anderen ("anseio pelo inteiramente Outro"). Outros filósofos que reconheceram Otto foram, por exemplo, Martin Heidegger, Leo Strauss, Hans-Georg Gadamer (que era crítico quando mais jovem, mas respeitoso na velhice), Max Scheler, Edmund Husserl, Walter Terence Stace, Joachim Wach e Hans Jonas. O veterano de guerra e escritor Ernst Jünger e o historiador e cientista Joseph Needham também citaram sua influência.

## Atividades ecumênicas
Otto esteve fortemente envolvido em atividades ecumênicas entre denominações cristãs e entre o cristianismo e outras religiões. Ele experimentou adicionar um tempo semelhante ao minuto de silêncio dos quakers à liturgia luterana como uma oportunidade para os adoradores experienciarem o numinoso.

## Obras
- Uma bibliografia completa das obras de Otto é apresentada por Robert F. Davidson em Rudolf Otto's Interpretation of Religion (Princeton, 1947), pp. 207–9

### Em alemão
- Naturalistische und religiöse Weltansicht (1904)
- Die Kant-Friesische Religions-Philosophie (1909)
- Das Heilige - Über das Irrationale in der Idee des Göttlichen und sein Verhältnis zum Rationalen (Breslau, 1917)
- West-östliche Mystik (1926)
- Die Gnadenreligion Indiens und das Christentum (1930)
- Reich Gottes und Menschensohn (1934)

### Traduções em inglês
- Naturalism and Religion, traduzido por J. Arthur Thomson e Margaret Thomson (London: Williams and Norgate, 1907), [originalmente publicado em 1904]
- The Life and Ministry of Jesus, According to the Critical Method (Chicago: Open Court, 1908), ISBN 0-8370-4648-3 – texto completo online na Internet Archive
- The Idea of the Holy, trans JW Harvey, (New York: OUP, 1923; 2nd edn, 1950; reprint, New York, 1970), ISBN 0-19-500210-5 [originalmente publicado em 1917]
- Christianity and the Indian Religion of Grace (Madras, 1928)
- India's Religion of Grace and Christianity Compared and Contrasted, trans FH Foster, (New York; London, 1930)
- 'The Sensus Numinis as the Historical Basis of Religion', Hibbert Journal 29, (1930), 1-8
- The Philosophy of Religion Based on Kant and Fries, trans EB Dicker, (London, 1931) [originally published 1909]
- Religious essays: A supplement to 'The Idea of the Holy', trans B Lunn, (London, 1931)
- Mysticism East and West: A Comparative Analysis of the Nature of Mysticism, trans BL Bracey and RC Payne, (New York, 1932) [originalmente publicado em 1926]
- 'In the sphere of the holy', Hibbert Journal 31, (1932-3), 413-6
- The original Gita: The song of the Supreme Exalted One (London, 1939)
- The Kingdom of God and the Son of Man: A Study in the History of Religion, trans FV Filson and BL Wolff, (Boston, 1943)
- Autobiographical and Social Essays (Berlin: Walter de Gruyter, 1996), ISBN 3-11-014518-9